# Hont (Hungria)
Hont é um município da Hungria, situado no condado de Nógrád. Tem 24,13 km² de área e sua população em 2015 foi estimada em 468 habitantes.